# Нобрега, Мигел
Миге́л Райму́нду Но́брега (порт. Miguel Raimundo Nóbrega; род. 17 апреля 2000, Фуншал) — португальский футболист, защитник клуба «Риу Аве».

## Клубная карьера
Нобрега — воспитанник клубов «Маритиму», «Насьонал» и «Бенфика». 5 мая 2019 года в матче против дублёров «Порту» он дебютировал в Сегунда лиге за дублёров последних. Летом 2020 года Нобрега на правах аренды перешёл в швейцарский «Грассхоппер». 6 октября в матче против «Ксамакса» он дебютировал в Челлендж-лиге. По окончании аренды Мигел помог клубу выйти в элиту, но вернулся в «дубль» «Бенфики». 
Летом 2022 года Нобрега перешёл в «Риу Аве». 6 августа в матче против «Визелы» он дебютировал в Сангриш лиге.  